# Veiga das Meas
Veiga das Meas (llamada oficialmente A Veiga das Meás) es un lugar situado en la parroquia de Osoño, del municipio español de Villardevós, en la provincia de Orense, Galicia.

## Demografía
| Gráfica de evolución demográfica de Veiga das Meas entre 2000 y 2023 |
|                                                                      |
| Datos según el nomenclátor publicado por el INE.                     |